# Cerkiew św. Michała Archanioła (Turzańsk)

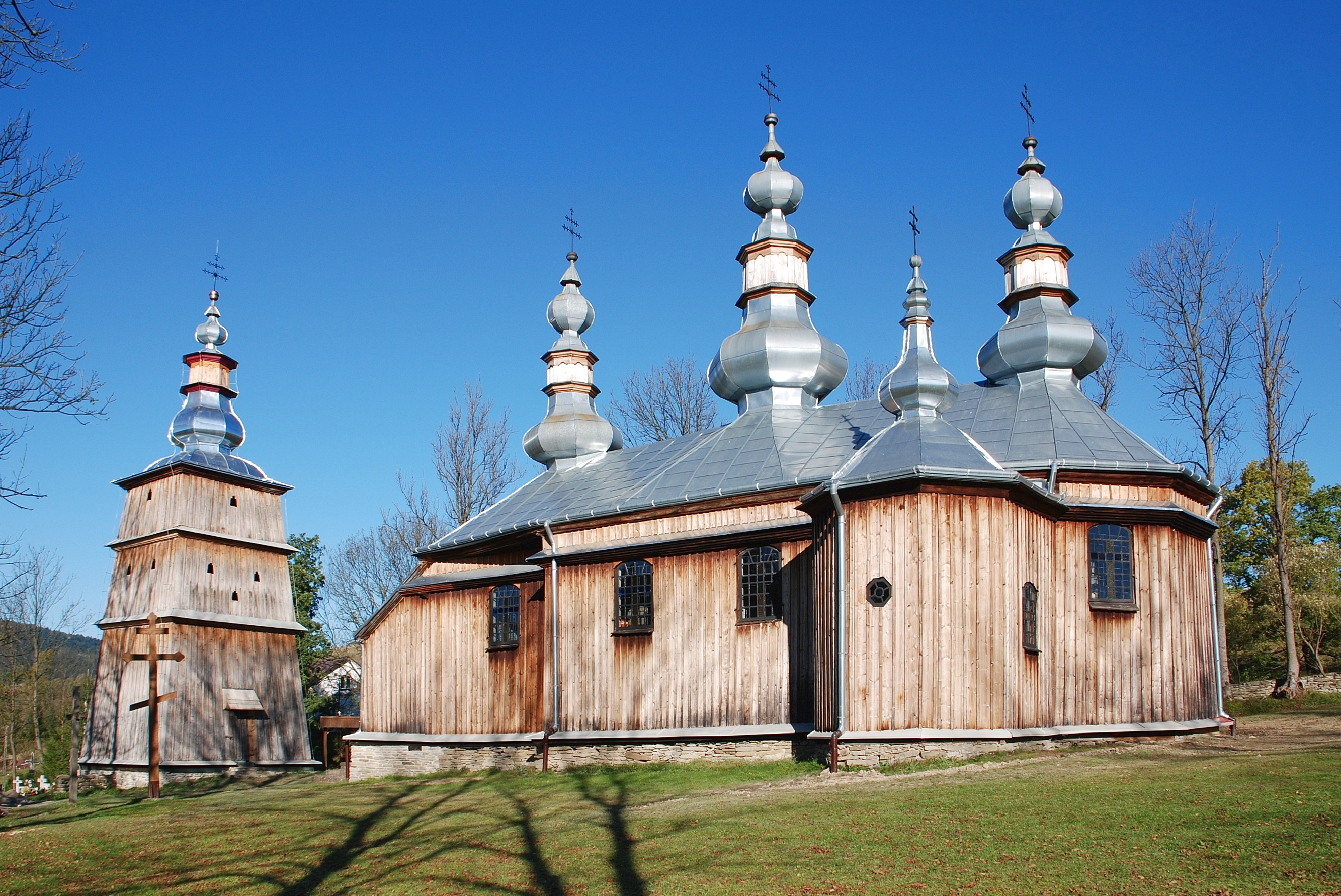
Ansicht von Kirche und Turm (2011)

Die Cerkiew św. Michała Archanioła (Erzengel-Michael-Kirche, ukrainisch Церква святої Параскеви) ist eine Holzkirche in Turzańsk in der Woiwodschaft Karpatenvorland in Polen. Die Kirche gehört zum grenzübergreifenden UNESCO-Welterbe „Holzkirchen der Karpatenregion“ und ist dem Erzengel Michael geweiht. Sie war ein griechisch-katholisches Gotteshaus und wird seit 1963 von der polnisch-orthodoxen Kirche genutzt.
Das Bauwerk ist „ein Zeugnis der hohen Bau- und Religionskultur der Lemken und ihrer kulturellen Besonderheit. Die Bauanlage ist eine Dominante, die harmonisch in die Umgebung integriert ist.“

## Lage
Die Anlage von Kirche und freistehendem Glockenturm befindet sich im westlichen Teil des Dorfes, am Hang eines Hügels, der zur Durchgangsstraße und zu einem Bach hin abfällt. Umgeben sind die Gebäude von einem Baumkranz und einer teilweise zerstörten Steinmauer. Die Kirche ist nach Osten orientiert. Innerhalb der Mauer sind noch ein paar Grabsteine vorhanden. Im Dorf gibt es einen neueren Friedhof.

## Geschichte
Die Kirche wurde von 1801 bis 1803 errichtet und 1836 um einen Vorraum und eine zweite Sakristei erweitert. In den Jahren 1898 und 1913 wurde das Bauwerk renoviert, die Schindeldächer durch Blech ersetzt und die Fenster vergrößert.
Turzańsk war noch im Jahr 1900 von Ruthenen besiedelt. Von 674 Einwohnern waren 659 griechisch-katholisch, 657 ruthenischsprachig und 11 Juden. Die Lemken wurden im Juni 1947 im Rahmen der Aktion Weichsel in die westlichen Teile Polens vertrieben. Anschließend diente es bis 1961 der römisch-katholischen Gemeinde.
Die Kirche wird seit 1963 von der orthodoxen Gemeinde im Dekanat Sanok der Diözese Przemyśl-Gorlice genutzt. In den 1980er, 1990er Jahren und nach 2000 wurde die Kirche umfassend renoviert. Sie ging 2009 in den Besitz der Polnischen Autokephalen Orthodoxen Kirche (Polski Autokefaliczny Kościół Prawosławny) über.
Die gesamte Anlage wurde 2010 mit sieben weiteren Holzkirchen der Ostkirchen im Karpatenvorland und in Kleinpolen in die Tentativliste des Weltkulturerbes aufgenommen. Die Einschreibung erfolgte am 21. Juni 2013 gemeinsam mit acht weiteren Objekten aus der Ukraine.

## Ausstattung
Die Holzkirche gehört zum Bautypus des Lemkenlandes (Łemkowszczyzna). Sie besteht aus gehauenen Baumstämmen, die horizontal verlegt sind. Das Bauwerk ist mit Brettern verkleidet. Die Dächer und Kuppeln werden durch ein Blechdach geschützt. Die Gesimse sind jeweils doppelt angelegt mit Traufkante am Dach und über den Fenstern. Die Kirche ist dreiteilig ausgeführt, über Chor, breiterem und quadratisch angelegtem Schiff, Frauengalerie mit Vorraum und den beiden Sakristeien erheben sich fünf Kuppeln. Die drei Hauptkuppeln haben doppelte Zwiebeln und jeweils angedeutete Laternen. Alle Kuppeln tragen Kreuze aus Schmiedeeisen.
Die Fensteröffnungen sind rechteckig und haben oben einen Segmentbogen. Die Sakristeien haben jeweils ein kleines achteckiges Fenster. Zwischen Kirchenschiff und Chor befindet sich die Ikonostase. Der Innenraum ist mit Wandmalereien aus dem Jahr 1898 bedeckt, die eine ältere Malschicht überdecken. Ikonostase und Seitenaltäre stammen aus dem ersten Viertel des 19. Jahrhunderts. Die Ikonen stammen ebenfalls aus dem Jahr 1898.
Der freistehende Glockenturm ist viereckig und ebenfalls aus Holz gebaut. Er ist in drei Stockwerke gegliedert und trägt ebenfalls eine doppelte Zwiebeln mit angedeuteter Laterne und Kreuz. Das Bauwerk verjüngt sich nach oben. Die einzelnen Stockwerke sind durch profilierte Gesimse mit flachen Traufüberdachungen getrennt. Der Turm ist wie die Kirche mit Brettern verschalt. In den beiden oberen Stockwerken sind kleine Schallöffnungen in die Verschalung eingeschnitten. Die ältesten erhaltenen Grabsteine stammen aus den 1830er Jahren.